# Giuseppe Magliano
Giuseppe Magliano (Caserta, 8 febbraio 1883 – 16 novembre 1971) è stato un politico e avvocato italiano.

## Biografia
Avvocato, membro del Consiglio dell'Ordine degli avvocati di Napoli, presidente dell'Associazione abruzzese molisana di Napoli, presidente del Comitato pro loco di Larino, membro del Consiglio scolastico provinciale di Campobasso ed esponente della Democrazia Cristiana, è stato eletto nel Molise senatore della Repubblica per quattro legislature.